# Tábai nemzetközi repülőtér
A Tábai nemzetközi repülőtér (IATA: TCP, ICAO: HETB) (arabul: مطار طاب الدولي) Egyiptomban, a Sínai-félszigeten található nemzetközi repülőtér. Az egyiptomi Tába városától 13 km-re, az El-Nakb közelében lévő tábai fennsíktól 20 km-re található, az izraeli Eilat városa mellett; eredetileg izraeli légibázis volt. El-Nakb repülőtér néven is ismert. 2000 novemberében új terminálépület épült és a futópályát éjszakai világítással is ellátták, ekkor kapta a repülőtér a tábai nemzetközi repülőtér nevet. A repülőtérnek egy kapuja van; charterjáratok használják. 2008-ban a reptér utasforgalma 452 710 fő volt. Ez 47,9%-kal haladta meg a 2007. évit.
A Tába VOR-DME állomás (TBA) a kifutótól 0,43 tengeri mérföldre található.

## Története
A repülőteret Izrael építtette 1972-ben, miután a hatnapos háborúban elfoglalta a Sínai-félszigetet. Az Etzion légibázis néven ismert repülőtér 1979-ig működött katonai repülőtérként, ekkor az izraeli–egyiptomi békeszerződés értelmében demilitarizálták, majd az itt állomásozó izraeli repülőszázadok távoztak, és a terület újra egyiptomi fennhatóság alá került. A békeszerződés lehetővé teszi, hogy Egyiptom bizonyos, Tábához közeli részei maximum tizennégy napos időtartamra vízum nélkül is látogathatóak, így Izrael és Jordánia felől gyakran kelnek át turisták itt a határon. Az egyiptomi taxik az izraeli határig vihetik utasaikat.
A repülőtér forgalma az elmúlt években jelentősen csökkent. 2014-ben 41 142, 2015-ben mindössze 13 488 utas használta (67,2%-os csökkenés). 2016-ban bejelentették, hogy a Thales Group modernizálni fogja a repülőtér légiirányítását.

## Légitársaságok és úticélok
2023-ban a Tábai nemzetközi repülőtérről az alábbi járatok indulnak:
| Légitársaság | Célállomások                                                       |
| ------------ | ------------------------------------------------------------------ |
| EgyptAir     | Charter: Cairo                                                     |
| Mayfair Jets | Szezonális charter: České Budějovice (kezdődik 2024 február 2-től) |
| Smartwings   | Szezonális charter: Brno, Prága, Katowice                          |
| LOT          | Szezonális charter: Varsó                                          |

## Forgalom
Az utasforgalom az elmúlt években az alábbi módon változott:
| Utasok száma | 3408 | 13 685 | 10 821 | 102 867 | 306 069 | 446 015 | 189 550 | 599  | 61 452 | 49 396 |
|              | 1995 | 1998   | 2001   | 2004    | 2007    | 2010    | 2013    | 2016 | 2019   | 2022   |

## Fordítás
- Ez a szócikk részben vagy egészben  a   Taba International Airport című angol Wikipédia-szócikk ezen változatának fordításán alapul.  Az eredeti cikk szerkesztőit annak laptörténete sorolja fel. Ez a jelzés csupán a megfogalmazás eredetét és a szerzői jogokat jelzi, nem szolgál a cikkben szereplő információk forrásmegjelöléseként.